# Mesquita Sultan Salahuddin Abdul Aziz
La mesquita del sultà Salahuddin Abdul Aziz (malai: Masjid Sultan Salahuddin Abdul Aziz) és la mesquita de l'estat de Selangor, a Malàisia, situada a la ciutat de Shah Alam. És la mesquita més gran del país i també la segona mesquita més gran del sud-est d'Àsia, després de la Mesquita Istiqlal de Jakarta, a Indonèsia. El seu tret més rellevant és la gran cúpula blava i argentada —per la qual també és coneguda com la Mesquita Blava— i els quatre alts minarets, erigits en cadascun dels angles de l'edifici.

## Història
La mesquita fou un encàrrec del darrer soldà Salahuddin Abdul Aziz, quan declarà la ciutat de Shah Alam la nova capital de Selangor, el 14 de febrer del 1974. La construcció en començà el 1982 i va acabar l'11 de març del 1988. L'edifici té la major cúpula religiosa del món, amb 51,2 m de diàmetre i arriba a 106,7 m per sobre del nivell del sòl. Els quatre minarets, que tenen 142,3 m d'alçada, són els segons més alts del món, perquè el més alt n'és el de la Mesquita de Hassan II a Casablanca, al Marroc. (En els seus primers anys, la mesquita s'inclogué en el Guinness World Records en tenir el minaret més alt del món abans de ser superada a l'agost del 1993 pels 210 m de la mesquita de Hassan II). La mesquita conserva encara la distinció de tenir el grup de quatre minarets més alt del món.

## Arquitectura i característiques

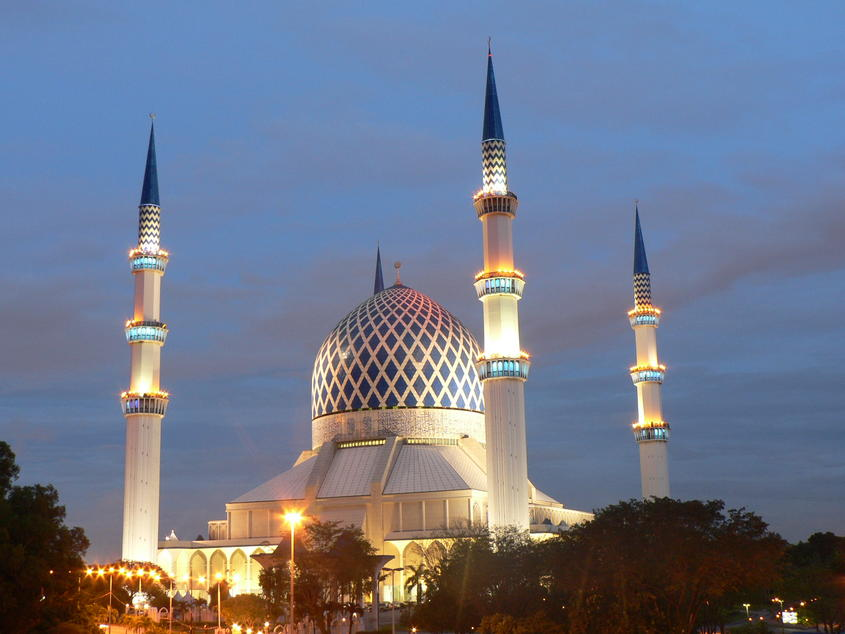
La Mesquita Blava il·luminada de nit

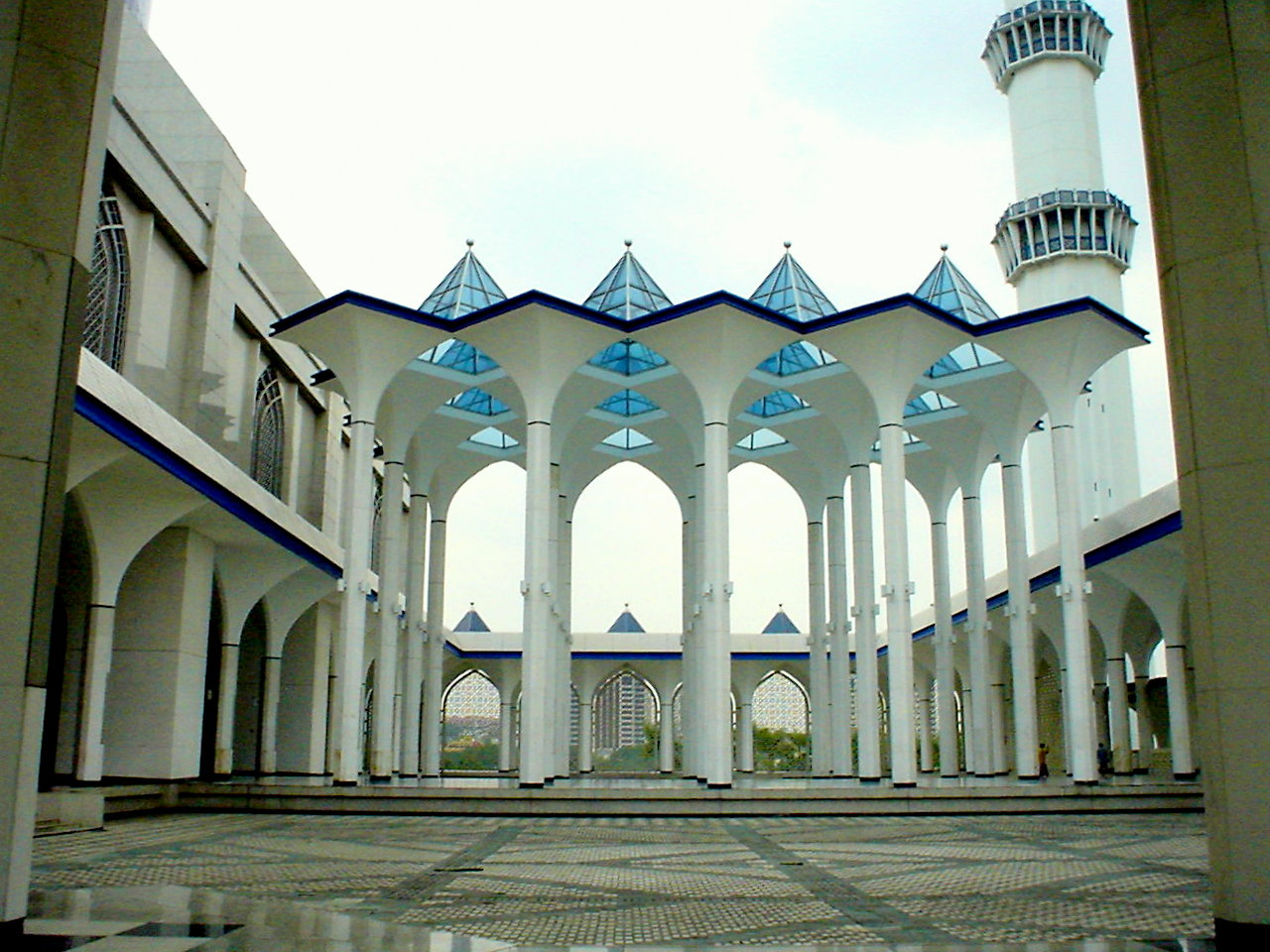
L'accés (primer pis)

El disseny de la mesquita és una combinació d'estil malai i arquitectura actual. Té capacitat per a 24.000 persones amb qualsevol el temps i és prou gran perquè en un dia clar es puga veure des d'alguns punts de Kuala Lumpur.
La cúpula principal té 51,2 m de diàmetre i 106,7 m d'alçada des del nivell del sòl. És feta sobretot d'alumini. Els minarets es disposen en cadascun dels quatre xamfrans i tenen 142,3 m d'alt.
Alguns elements de l'arquitectura malaia i islàmica s'incorporen en els acabats de l'edifici. Es pot veure una elegant decoració khat (cal·ligrafia àrab) en la corba interior de la cúpula i en algunes parets. Aquest treball, el feu el cal·lígraf egipci Shiekh Abdel Moneim Mohamed Ali El Sharkawi. Alguns entramats d'alumini de dissenys complexos es poden trobar en portes, finestres i parets. Les finestres tenen vidrieres de color blau que redueixen la llum que entra a la sala, i acoloreixen l'ambient dels espais interiors amb una sensació de pau i serenitat. L'alt sostre té plafons triangulars de fusta vermella, que dibuixen motius en entrecreuar-se. La cúpula és d'alumini i la superfície exterior està revestida amb panells triangulars d'acer amb esmalt vitri, decorat amb una roseta de versos de l'Alcorà. La sala de pregària principal, en dos nivells, està totalment encatifada i disposa d'aire condicionat, una de les majors sales de pregària del món. La galeria superior de la sala de pregària es reserva per a les dones. La segona planta alberga una galeria i en la planta baixa es troben les oficines administratives, sales de conferències, biblioteca, sales de recepció i de lectura.
La Mesquita Blava s'obri al Jardí de les Arts Islàmiques, un parc que s'inspira en el jardí del paradís alcorànic (àrab: جنة, Janna). Aquest santuari de 14 hectàrees conté nou galeries que exposen una gran varietat d'arts islàmiques: cal·ligrafia, escultura, pintura i arquitectura. L'indret es fa servir a voltes per a cerimònies islàmiques típiques.

## Galeria d'imatges

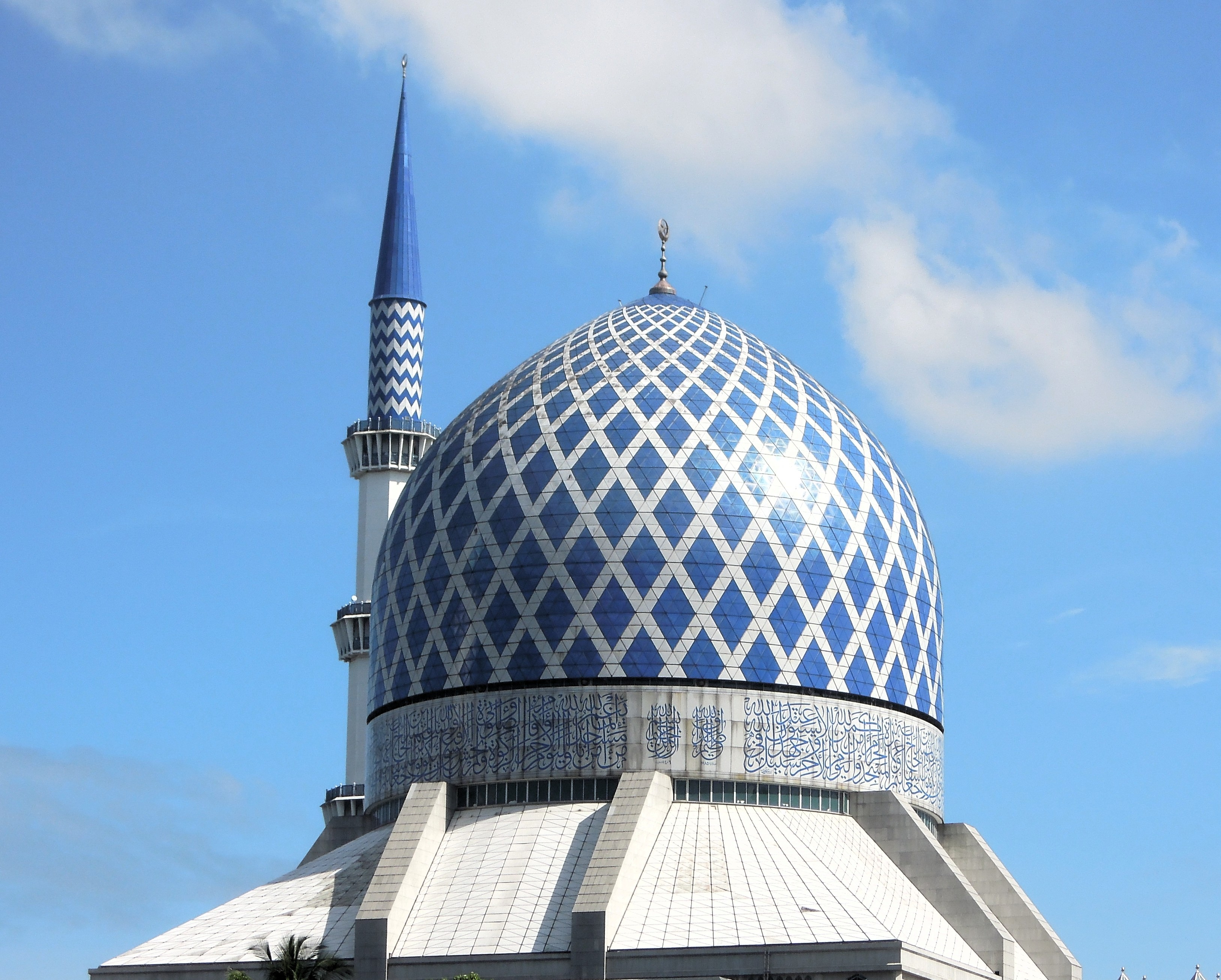
Vista de la cúpula
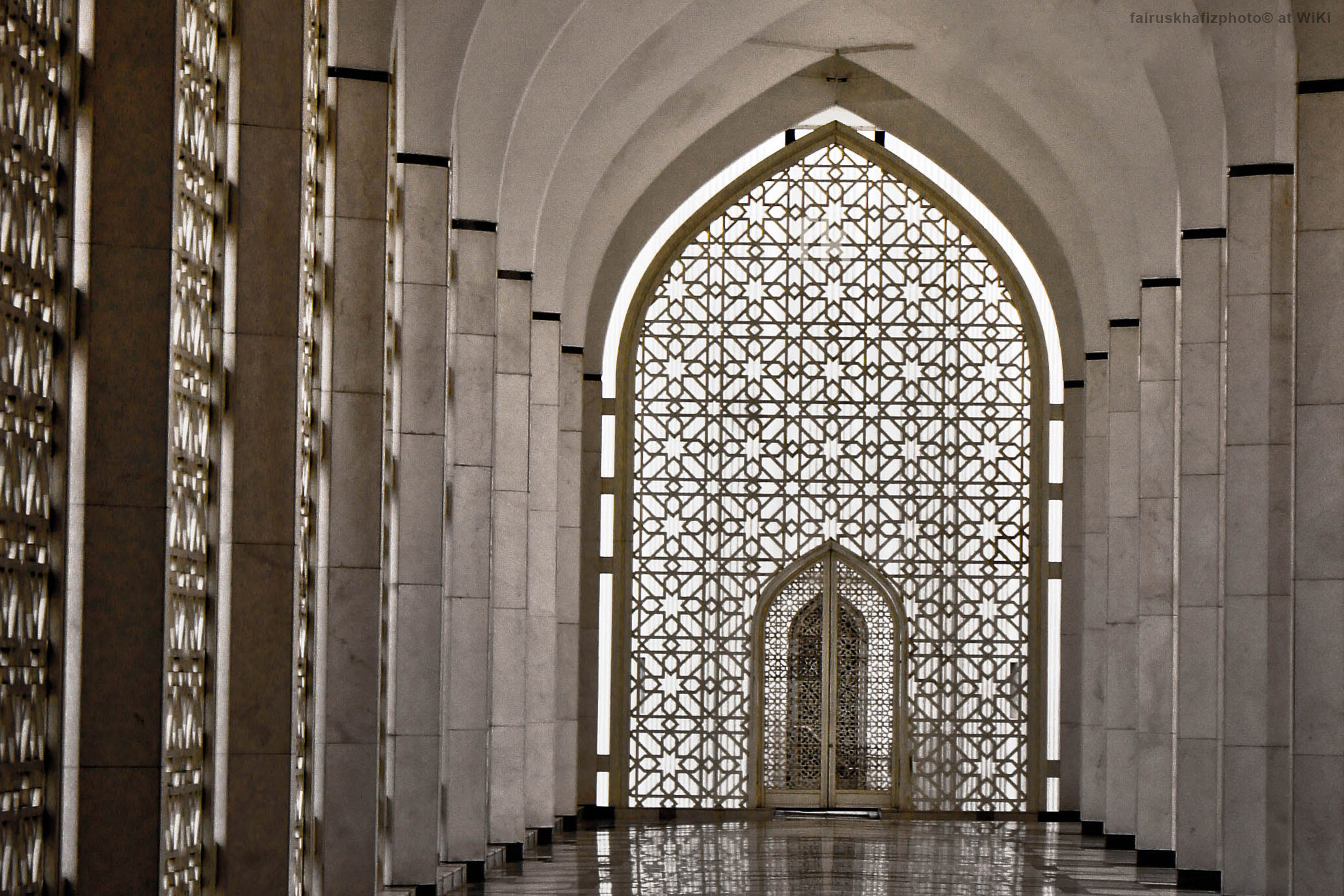
Un corredor de la mesquita
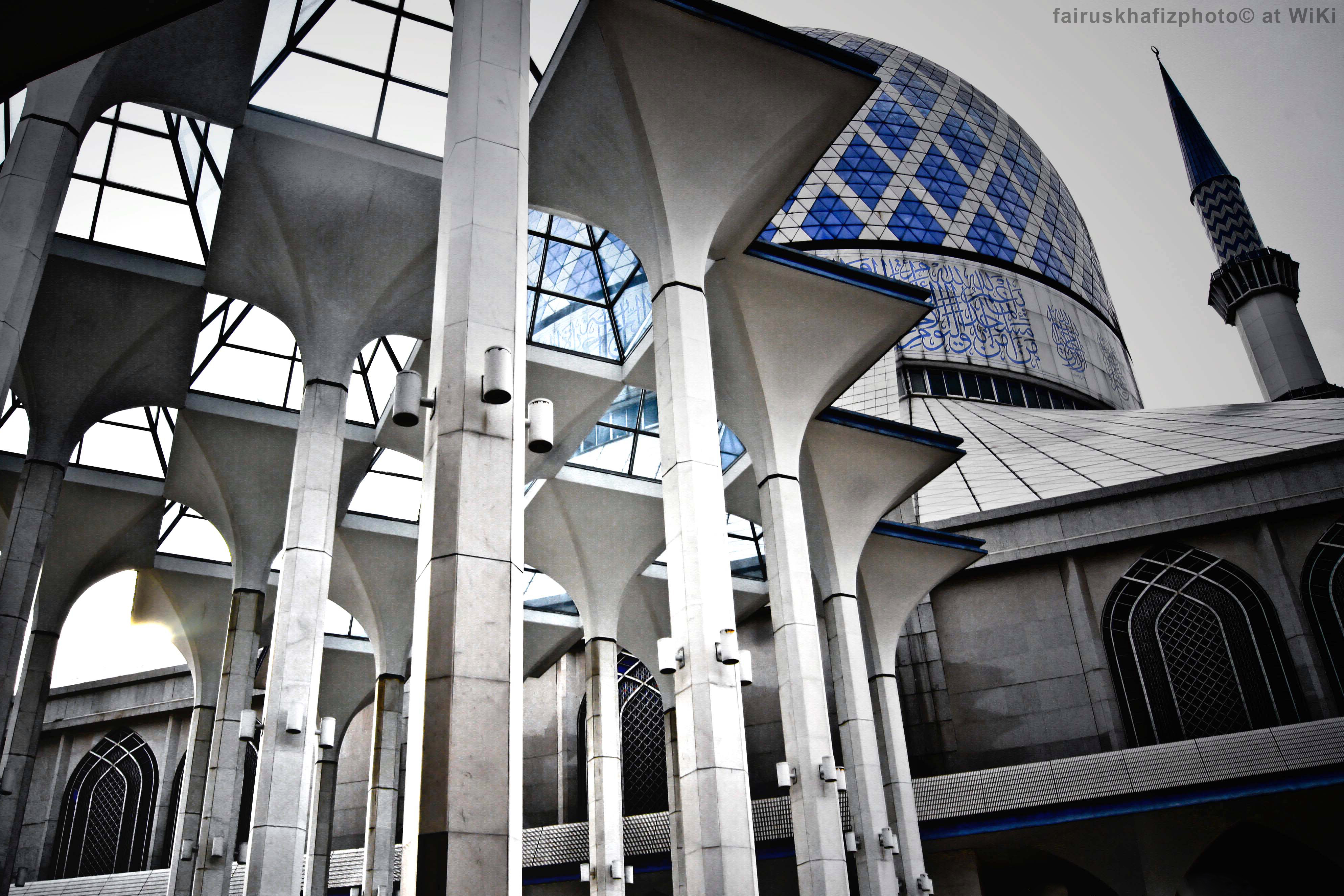
Sala interior
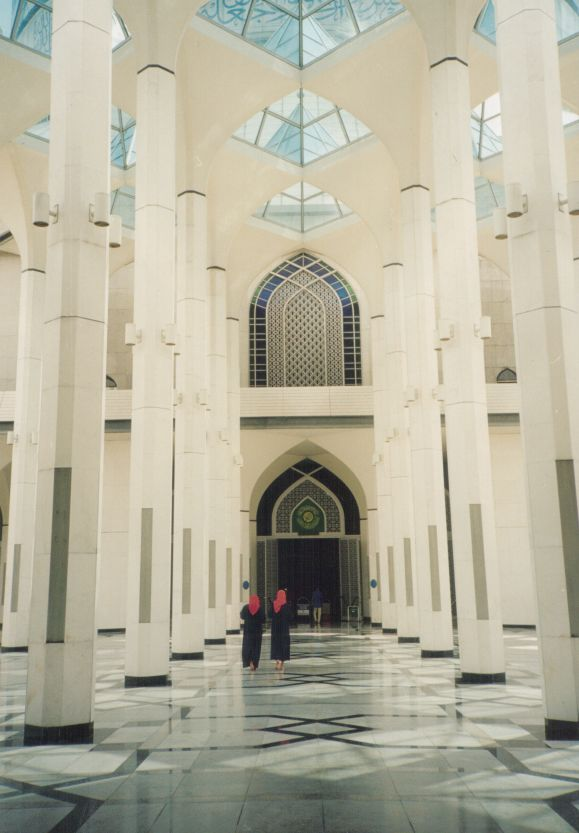
Interior